# Kloster Haghpat

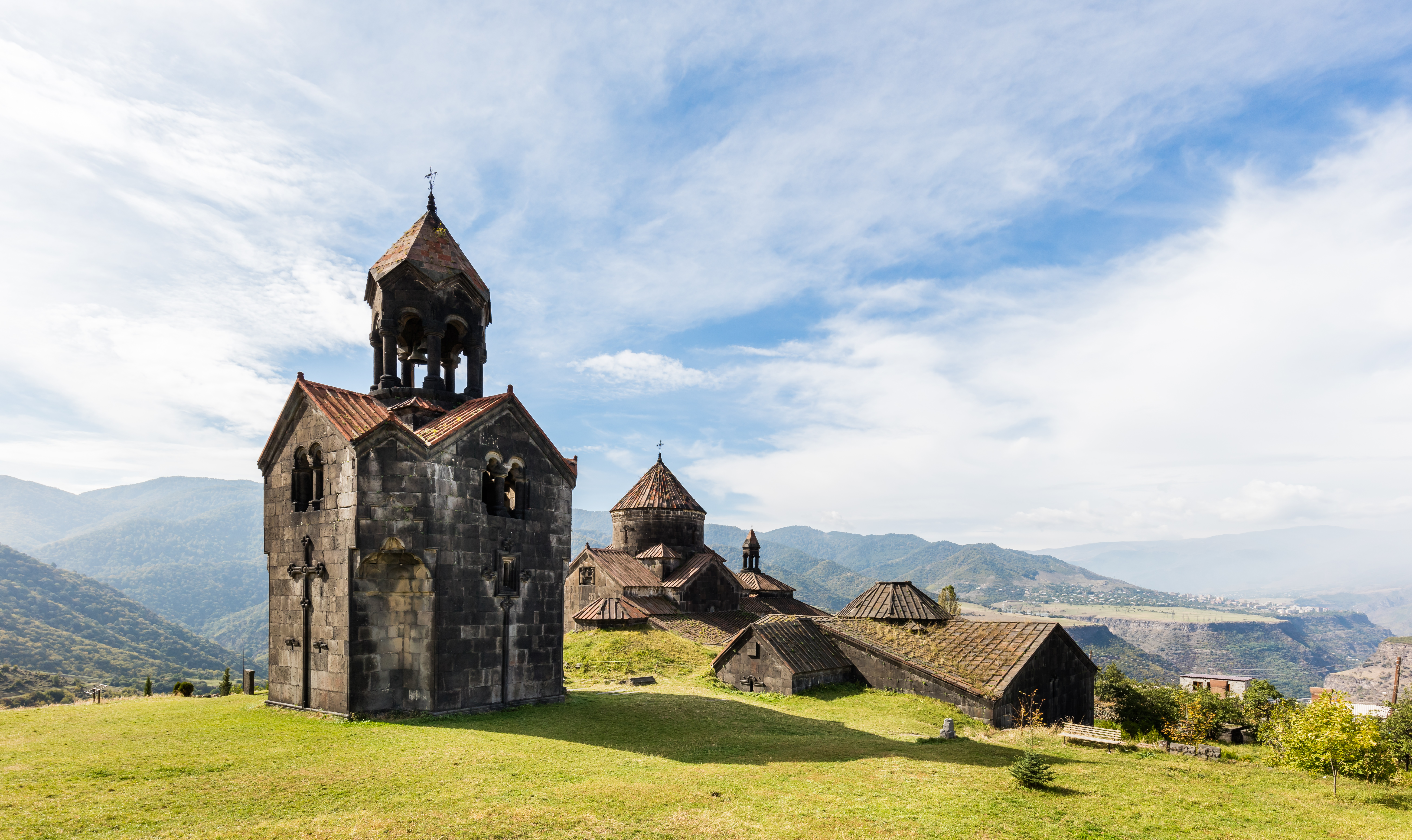
Glockenturm von Kloster Haghpat

Das Kloster Haghpat (armenisch Հաղպատավանք Haghpatawank) ist ein Kloster der Armenischen Apostolischen Kirche in Haghpat in der Provinz Lori im Norden von Armenien. Das im 10. Jahrhundert gegründete Kloster blieb, abgesehen von kleineren Renovierungen im 11. und 12. Jahrhundert, weitgehend im Originalzustand erhalten. Es gilt als ein herausragendes Beispiel für die mittelalterliche armenische Architektur.
Im Jahr 2000 nahm die UNESCO das Kloster gemeinsam mit dem vier Kilometer westlich befindlichen Kloster Sanahin (das seit 1996 zum Weltkulturerbe zählt) in die Liste des UNESCO-Weltkulturerbes auf. Obwohl beide als selbstständige Klöster gegründet wurden, werden sie als Geschwisterklöster mit sich ergänzenden Ensembles betrachtet.

## Lage
Wie die anderen Klöster im Norden Armeniens (im Gegensatz zu den in den trockenen südlichen Gebieten gelegenen Klöstern) liegt es nicht an einem abgeschiedenen Ort, sondern wurde bewusst in der Nähe eines bestehenden Dorfes erbaut. Um die Weltabgeschiedenheit dennoch zu symbolisieren, errichteten die Erbauer das Kloster an leicht erhöhter Position als wehrhafte Anlage im Zentrum eines kesselförmigen Tals, das oft wolkenverhüllt ist. Vom Kloster aus lässt sich das Tal des Flusses Debed überblicken. Auf der anderen Seite des Flusstals ragt ein etwa 2500 Meter hoher Gipfel auf.

## Baubeschreibung

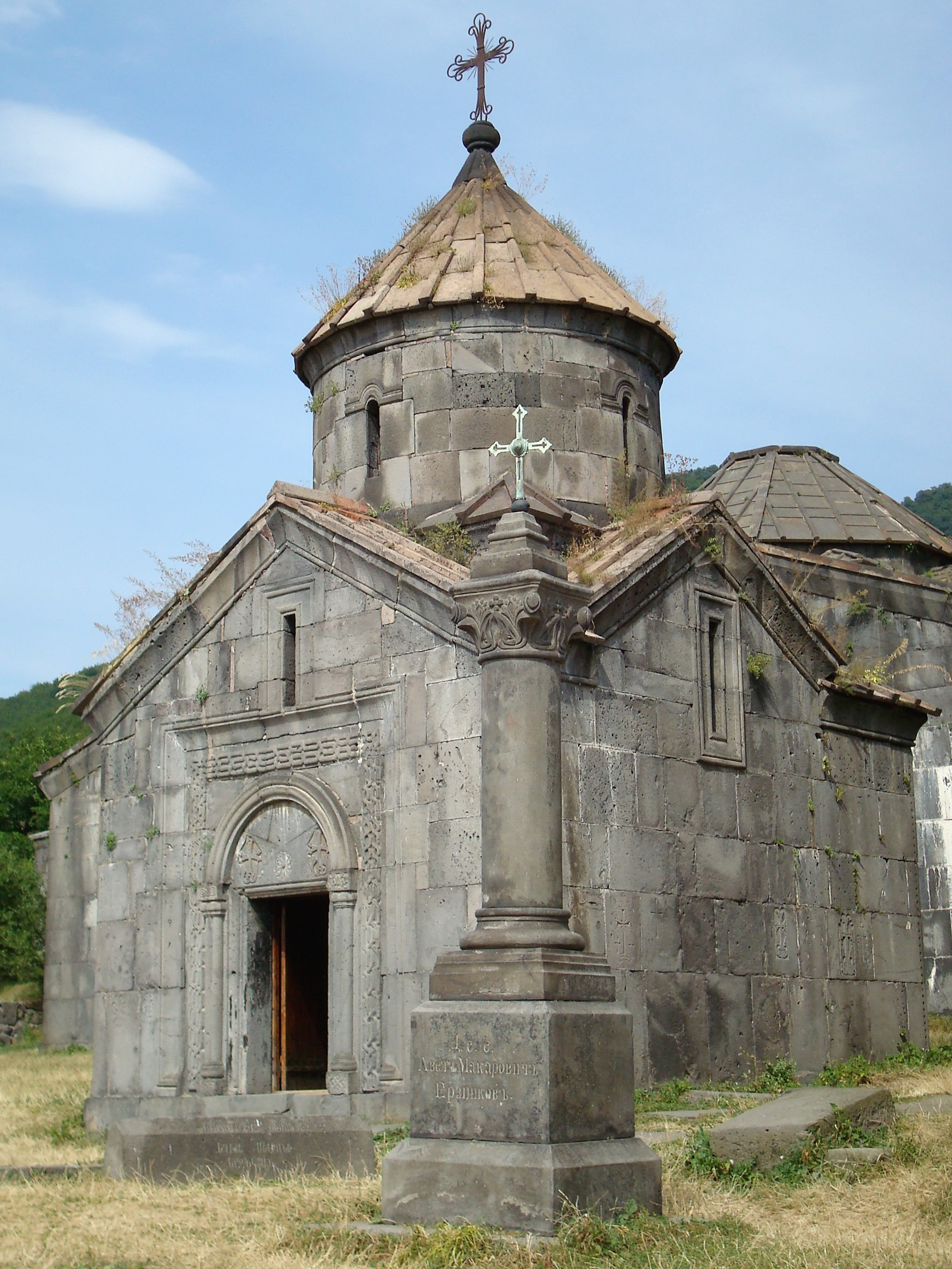
Muttergotteskapelle

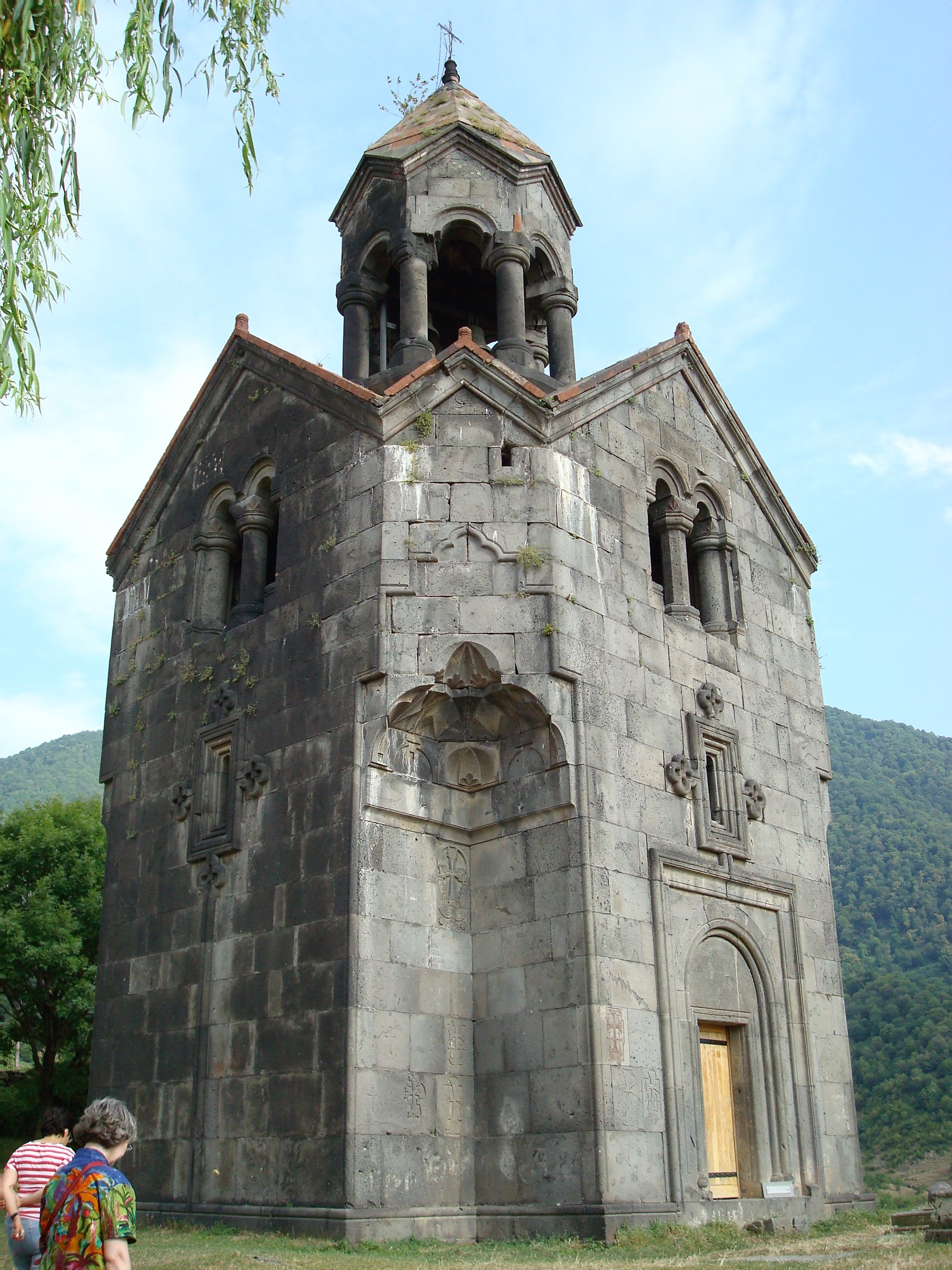
Glockenturm

Das Kloster ist von einem Mauerring mit Rundtürmen umgeben. In das Innere führen zwei Tore. Das eigentliche Kloster besteht aus acht Gebäuden. Die Surb Nschan-Kirche (Heiligkreuz-Kirche) ist eine gewölbte, einschiffige Kirche, die von außen rechteckig wirkt, im Inneren aber kreuzförmig ist. Ihre zentrale Kuppel ruht auf vier an den Seitenwänden aufgestellten Säulen. Sie gilt damit als typisches Beispiel der armenischen Architektur des 10. Jahrhunderts. Die Ausstattung wurde zu großen Teilen von armenischen Feudalherren gestiftet. Das Fresko in der Apsis gab der armenische Fürst Khutulukhaga in Auftrag. Es zeigt Christus als Pantokrator (Weltenherrscher). Eine Abbildung von Fürst Khutulukhaga ist im südlichen Querschiff zu sehen. Auf dem Flachrelief im Ostgiebel sind die Söhne des Kirchengründerin, die Prinzen Smbal und Kurike gemeinsam mit ihrer Mutter, Königin Chosrowanusch, dargestellt.
Die besonders große Vorhalle von Haghpat ist ein für mittelalterliche Kirchen Armeniens typischer Gawit. Seine Architektur zeigt deutliche Anleihen an die Tradition der armenischen Holzbauten: Das Dach ruht auf vier zentralen Säulen und ist durch Bögen in neun Teile gegliedert. Licht kann durch eine Öffnung im Zentrum des Daches, dem Yerdik, in das Gebäude fallen. Auf dem Boden finden sich mehrere Grabplatten von Mitgliedern der Dynastie der Kiwrikean (Kyurikian, Kiurikian).
Der 1245 errichtete oktogonale Glockenturm steht an der höchsten Stelle des Klosters. Seine durch Rosetten gemilderte strenge Geometrie der Fenster wird als „Menschengestalt“ und als Kreuz, das in vielfältiger Form die Baukunst Armeniens schmückt, gedeutet. In jeder der drei Etagen befinden sich Nischen und Apsiden mit einem oder mehreren Altären.
Die Bibliothek ist ein kompaktes quadratisches Gebäude, das in den Jahren 1258 bis 1268 direkt an die Kirche angebaut wurde. Sie weist Sanahin als „einen gewichtigen Ort des armenischen Geistesleben aus“ und gilt als „Kleinod der Baukunst“.
Das Kapitelhaus ist ebenfalls durch eine gewölbte Arkade mit der Kirche verbunden. Erbaut im gleichen Stil wie der Gawit, ist es das Werk des Klostervorstehers Hamazasp. Außerhalb der Klostermauern bauten die Mönche im Jahr 1268 in einem Dorf weiter unten am Berg die Heilige Zion-Kapelle.
Der Chatschkar (Kreuzstein) Allerlöser mit der Darstellung der Kreuzesabnahme und der Himmelfahrt Christi im oberen Querriegel wurde 1273 errichtet. Über das Gelände verteilt finden sich weitere Kreuzsteine mit kunstvollen Gravuren und Bischofs-Grabstätten.

## Geschichte

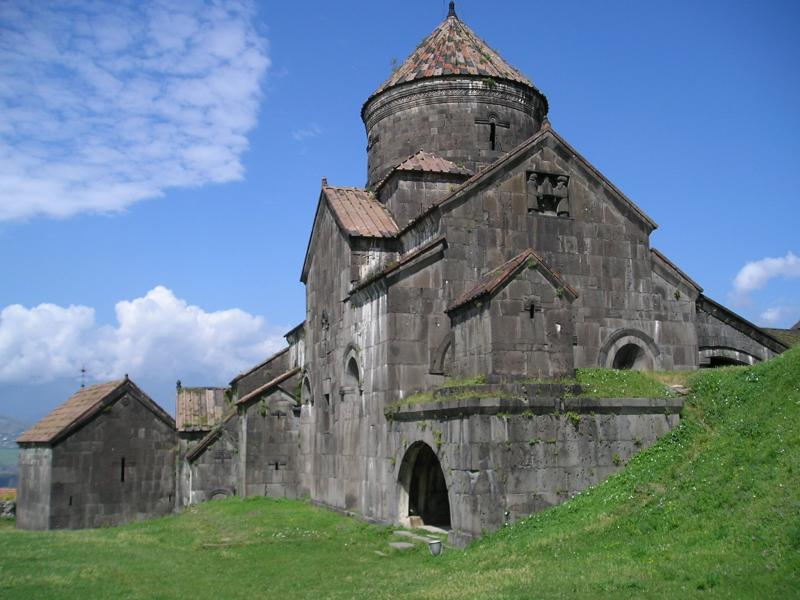
Surb Nschan (Heiligkreuz-Kirche)

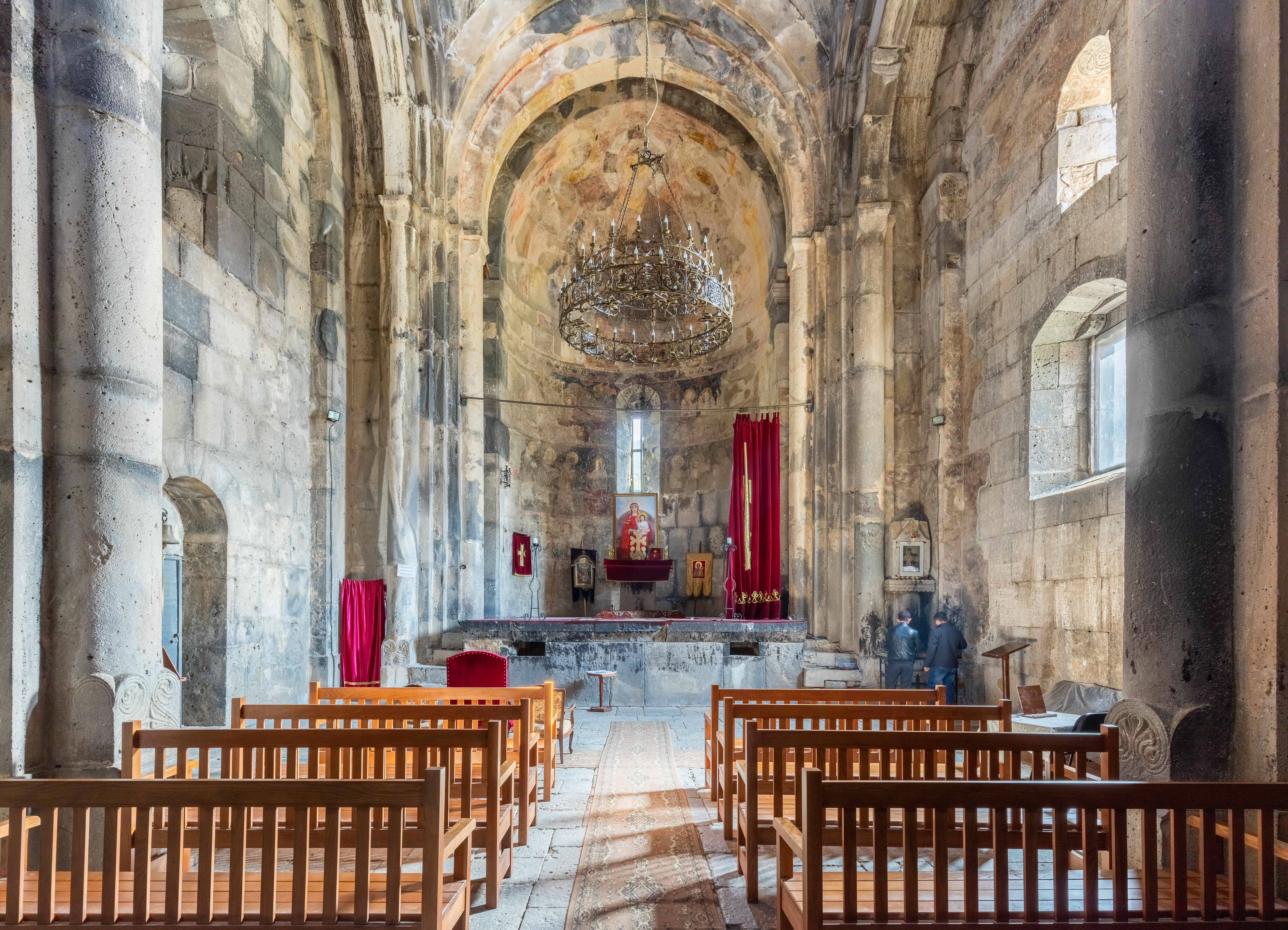
Innenraum von Surb Nschan (Heiligkreuz-Kirche)

Königin Chosrowanusch gründete die Klöster Haghpat und Sanahin im 10. Jahrhundert (967 oder 976). Die Anlage in Haghpat erhielt den Namen Klosters Surb Nschan (Kloster des Heiligen Zeichens oder Heiligen Kreuzes). Ihr Bau begann 966-67 unter der Bagratidendynastie. Die Surb Nschan-Kirche (Heiligkreuz-Kirche) ist der älteste Teil der Anlage. Mit ihrem Bau wurde um 976 begonnen. Unter der Leitung des armenischen Architekten Trdat wurde der ursprüngliche Bau vergrößert und 991 fertiggestellt. Während der Herrschaft der armenischen Dynastie der Kiwrikean (Kyurikyan, Kiurikian), die von 996 bis 1118 das Königreich Lori im Nordosten des heutigen Armenien regierten, wurde Haghpatavank zum Hauskloster der Herrscherfamilie und zu einem geistigen Zentrum des Reichs. In dieser Zeit wurden die St.-Gregor-Kirche (1005-25) und die Kapelle der Jungfrau Maria errichtet.
Im 11. und 12. Jahrhundert begann der Niedergang des Klosters. Verantwortlich waren äußere Umstände: Das Byzantinische Reich eroberte 1045 die armenische Hauptstadt Ani und der letzte armenische König dankte ab. Bis zum Ende des Jahrhunderts eroberten die türkischen Seldschuken große Teile Armeniens, wodurch das Kloster unter islamische Herrschaft geriet. Um 1150 beschädigte ein Erdbeben das Kloster schwer. Die Renovierungsarbeiten begannen erst 50 Jahre später. Trotzdem blieb der spirituelle Einfluss des Klosters auch in dieser Zeit groß. Kurz nach der Renovierung wurde um 1210 an Stelle eines Mausoleums die besonders große Vorhalle von Haghpat errichtet. Sie wurde für Beerdigungen, Zusammenkünfte und für Unterrichtszwecke genutzt. Zu dieser Zeit lebten wohl mehrere Hundert Mönche in Haghpatavank. Sie speisten gemeinsam im Speisesaal. Über ein Dormitorium verfügte das Kloster hingegen nicht, da die Mönche in den Dörfern des Tales lebten. In dieser Zeit entstand das Haghpat-Evangeliar, das für seine Darstellung weltlicher Personen in religiösen Szenen bekannt ist.
Im 13. Jahrhundert konnte die Kajan-Festung die Eroberung des Gebiets nicht verhindern. Als die mongolische Goldene Horde Ende des 13. Jahrhunderts in Armenien eindrang, wurde Haghpatavank erneut verwüstet. Das klösterliche Leben kam dennoch nicht zum Erliegen. Mehrfach hatten die Mönche die Schutzmauern des Klosters verstärkt, die zwischen dem 14. und dem 17. Jahrhundert zwar öfter schwer beschädigt wurden, die volle Einnahme des Bauwerks aber verhinderten. In den Jahren 1651 und 1677 ließ die Armenische Apostolische Kirche den Komplex wiederherstellen. In den Jahren 1940, 1960 und 1980 gab es von Seiten der Armenische Sozialistische Sowjetrepublik Pläne für eine umfassende Restaurierung des Gebäudeensembles, das am 7. Dezember 1988 durch ein Erdbeben beschädigt wurde. Diese Pläne konnten jedoch erst nach der erneuten Unabhängigkeit Armeniens (1991) umgesetzt werden.

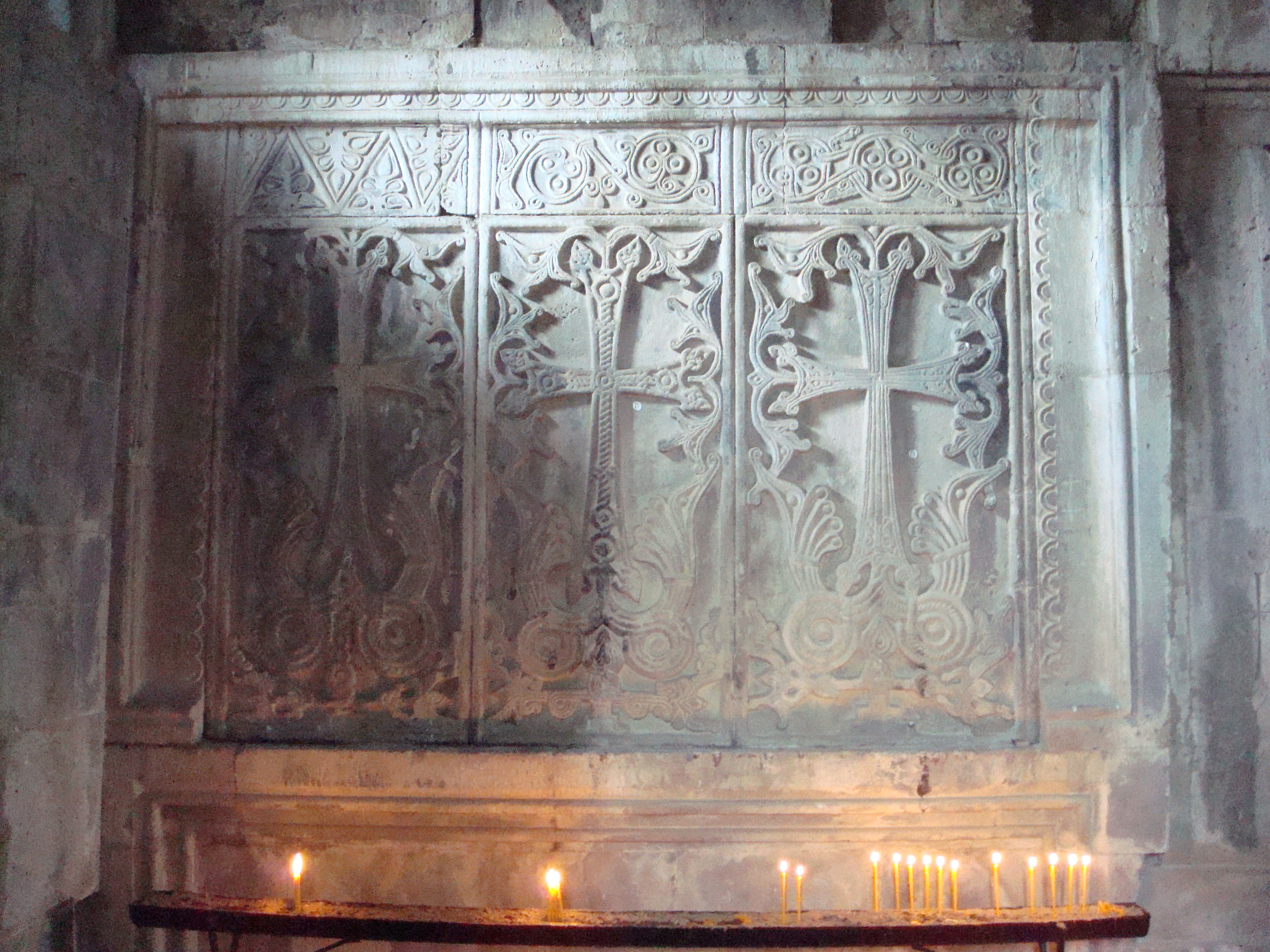
Detail im Gawit
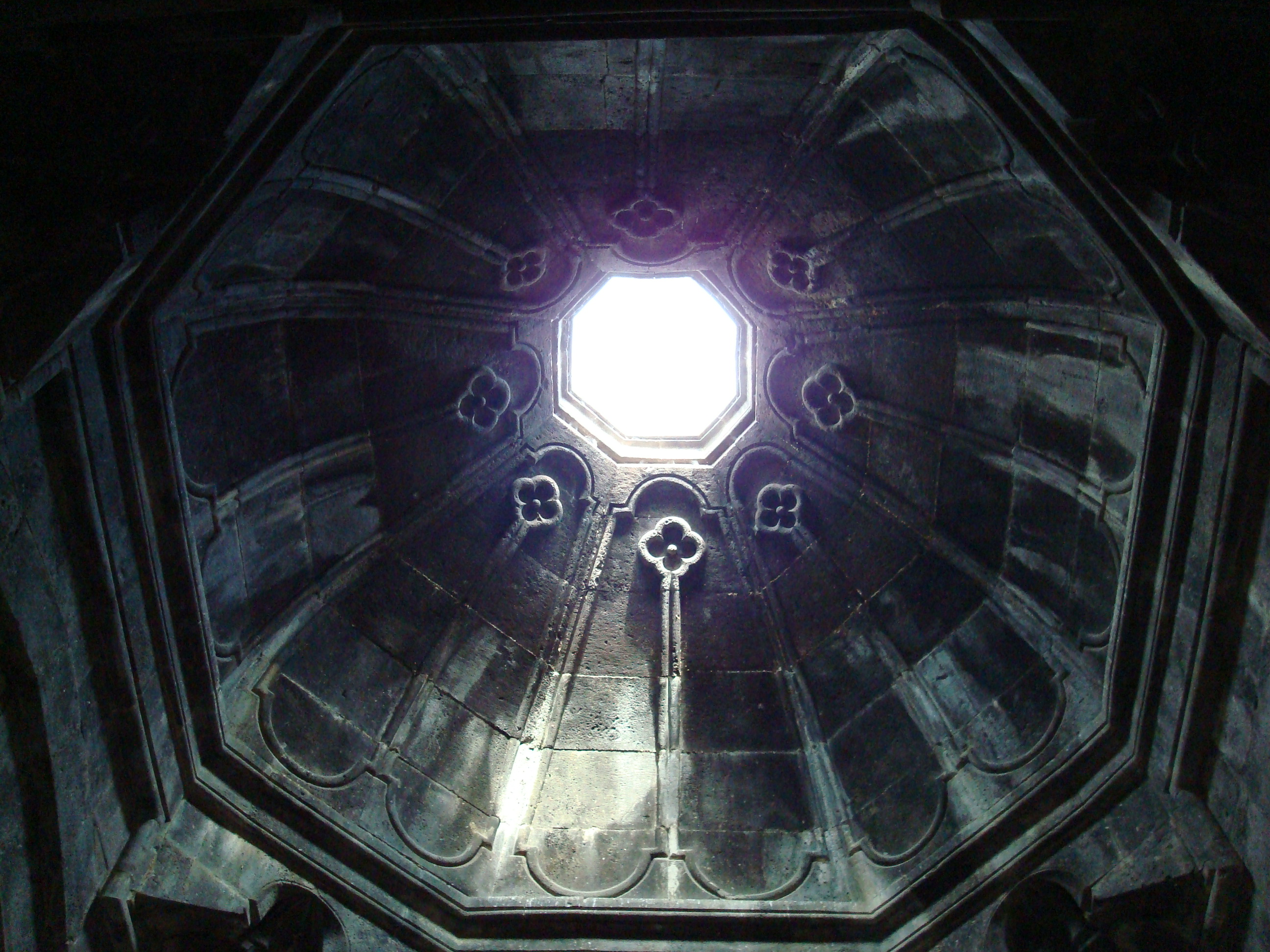
Kuppel im Hamazasp-Gebäude
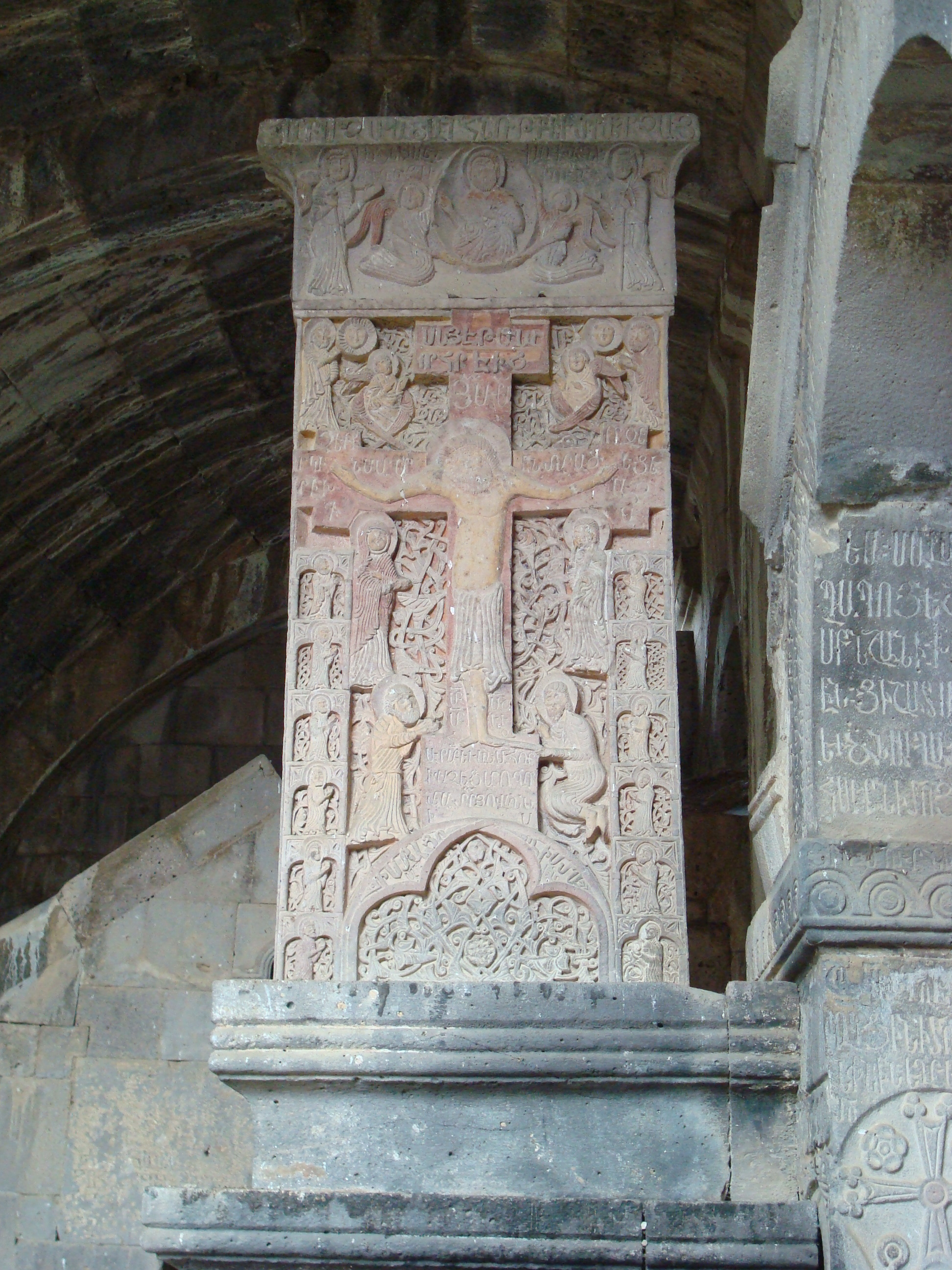
Chatschkar

## Film
- Rudij Bergmann: Klöster Haghpat und Sanahin – Zwei ungleiche Geschwister. SWR, 2010